# Rua do Comércio
A Rua do Comérico é uma rua da Baixa Pombalina da cidade de Lisboa, situada na freguesia de Santa Maria Maior. A rua começa na Rua da Madalena e termina na Praça do Município, atravessando as Ruas dos Fanqueiros, da Prata, Augusta, Áurea, Henriques Nogueira e o Largo de São Julião. Era antigamente conhecida por Rua de El-Rei (desde 8 de junho de 1889), e antes disso por Rua Nova de El-Rei (desde 5 de novembro de 1760). Após a revolução republicana de 1910, por deliberação camarária de 13 de outubro de 1910 foi decidida a mudança para Rua do Comércio, confirmada depois por edital de 5 de novembro do mesmo ano.